# Peintre de Pisticci

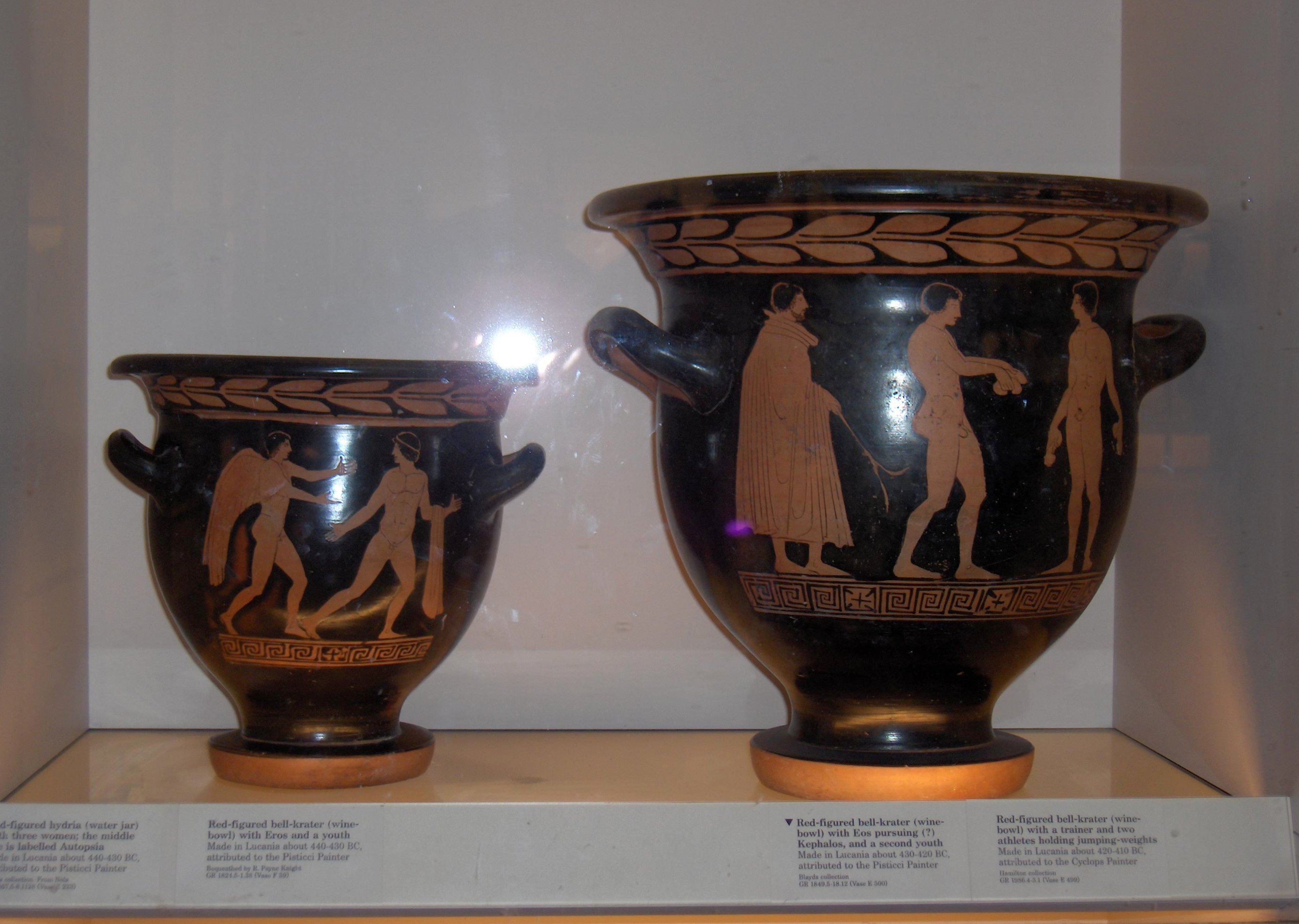
Deux cratères en cloche par le Peintre de Pisticci et son élève, le Peintre du Cyclope. Collection du British Museum.

Le Peintre de Pisticci  (Ve  et  IVe siècle av. J.-C.) est un peintre de vases à figures rouges anonyme qui fut actif en Grande-Grèce.

## Histoire
Le Peintre de Pisticci est probablement originaire de Métaponte, où l'on a retrouvé, dans le quartier artisanal de la cité antique, les fours et dépotoirs de  ses successeurs, les Peintres de Dolon et de Créüse; si aucun fragment issu de ces fouilles ne lui est attribué, la présence de vases de sa main dans les nécropoles de Métaponte, sur des sites de la chora (Sant'Angelo Vecchio, Saldone, Pantanello) et dans l'arrière pays métapontin laisse peu de doutes sur la localisation de son activité.  Il doit d'ailleurs son nom au fait que plusieurs des vases qui lui ont été attribués ont été mis au jour à proximité de la ville de Pisticci dans la province de Matera, en  Basilicate.
Il est connu pour avoir été le premier artiste de Grande Grèce à avoir adopté, pour ses vases, la peinture à figures rouges. Son style, atticisant, étant très proche de celui des peintres attiques des années 460-430 av. J.-C. (Peintre des Niobides, Polygnotos, Peintre de Christie), on pense qu'il a été formé dans les ateliers d'Athènes avant de commencer à produire en Grande-Grèce.
Ses œuvres sont exposées dans divers musées italiens et dans la plupart des grands musées internationaux, comme le Musée du Louvre et le British Museum de Londres.

## Sources
- A.D. Trendall, The Red-figured Vases of Lucania, Campania and Sicily, Oxford, 1967, p. 9-25.
- M. Denoyelle, M. Iozzo, La céramique grecque d'Italie méridionale et de Sicile, Paris, 2009, p. 100-102.

- (it) Cet article est partiellement ou en totalité issu de l’article de Wikipédia en italien intitulé « Pittore di Pisticci » (voir la liste des auteurs).